# Космонавт-исследователь
Космонавт-исследователь — специалист, занимающийся на борту космического аппарата или орбитальной космической станции ведением научной деятельности, организацией и проведением исследований, тестов и научных экспериментов в рамках реализации задач, стоящих перед данной космической миссией.
Также космонавт-исследователь обеспечивает наблюдение за состояние здоровья членов экипажа космической миссии и занимается их лечением при необходимости.

## Назначение профессии и особенности деятельности
Основной целью профессии космонавта-исследователя является обеспечение здоровья членов экипажа и их лечение при необходимости, а также реализация естественно-научных опытов и программ в рамках научной программы и проведение исследований медико-биологического характера.
Космонавты-исследователи обязательно включаются в состав длительных экспедиций.
Космонавт-исследователь — официально признанная должность, относящаяся к работникам бюджетной сферы. Внутри этой специальности имеется градация по классам:
- кандидат в космонавты-исследователи
- космонавт-исследователь
- инструктор-космонавт-исследователь.

Оклады всем трём категориям этих специалистов рассчитываются согласно Единой тарифной сетке, при этом в зависимости от категории эти специалисты относятся к 15, 16, 17 или 18 разрядам.
Все представители данной специальность имеют право досрочного выхода на пенсию.

## Получение и смена статусов в профессии
Статус кандидата в космонавты-исследователи присваивается специалисту при его вхождении в группу подготовки к космическим полетам, после окончания предварительного отбора. При выполнении космического полёта и после него такой специалист получает статус космонавта-исследователя.
Для получения статуса инструктора-космонавта-исследователя необходимо пройти дополнительную аттестацию в Роскосмосе. При прохождении такого тестирования данный специалист будет заниматься в дальнейшем подготовкой и обучением космонавтов-исследователей для следующих полётов.
Код специальности космонавт-исследователь по Общероссийскому классификатору профессий рабочих, должностей служащих и тарифных разрядов:
23614 Космонавт-исследователь